# 崑央の女王
『崑央の女王』（クン・ヤンのじょおう）は、日本のホラー小説家朝松健によるホラー小説。クトゥルフ神話の1つ。
1993年に角川ホラー文庫から刊行された。執筆当時の科学技術要素を取り入れたバイオホラー作品で、当時はヒトゲノム計画が2005年までに終わるなどと言われており作中でも言及がある。中国神話の祝融と黄帝の伝説を、クトゥルフ神話としている。
モチーフはハワード・フィリップス・ラヴクラフトの『墳丘の怪』やクラーク・アシュトン・スミスの『七つの呪い』。特にクン・ヤンとは、『墳丘の怪』で言及のある、北米の地底に広がる広大な地下世界のことであり、本作では同一視され、アジアの地下に存在すると設定されている。また朝松の『肝盗村鬼譚』と関係がある。
解説は菊地秀行。新装版解説は松本寛大。黒田藩プレスにて英訳刊行され、ブライアン・ラムレイが推薦文を書いている。海外でも好評を博したという。英訳版用に書かれた小島文美のイラストは、2013年の新装版に流用された。

## あらすじ
7章構成。

### 1-3章
1997年8月1日、酷暑の日。中国東北部、佳木斯市で地下大地震が発生した。同日、森下杏里は、大学の研究室から民間の研究施設へと出向する。日本遺伝子工学株式会社（JGE）の本社は60階建ての円柱型ビルで、「リヴァイアサンの塔」と呼ばれている。道中、杏里は、戦時中の旧日本軍の強制収容所のような、白昼夢を見る。（序章）
IDカードを受け取り、プロジェクトYINのメンバーである、宮原課長、下河原部長、片岡主任、秋山はるかと顔合わせをする。また、スタッフ全員がプロジェクトが終わるまでビル内に宿泊することになっているといきなり言われ、面食らう。秋山と片岡が説明するところによると、プロジェクトYINの目的は「殷王朝時代の少女のミイラ」「崑央のプリンセス」の遺伝子を解析することだという。中華人民共和国が出資しているため、ビル内には監視役の人民解放軍兵士がいる。秋山は、ミイラが運び込まれてからビル内で幻聴を聞くようになったと、怯えながら語る。（1章）
翌8月2日、出勤し、リー博士と正式に対面する。続いてミイラについての説明を受ける。プロジェクトの第一段階は、ミイラの遺伝子を分析することだという。ミイラの実物を見せられた杏里は、美しさに逆に戦慄する。古代の女性の脆さなどみられず、まるで発掘するものが男であることをあらかじめ想定して埋められたかのよう。杏里が電子顕微鏡でミイラの細胞を見てみると、細胞は八角形をしており、DNA構造は爬虫類であった。ありえない、人間じゃない。だがリー博士は、知性と文明と美しい肉体を持っているのだから人間だよと回答する。つまり、古代人類は非人間種族と共存していたのである。リー博士は、彼ら爬虫種族を「旧支配者」と呼ぼうと述べる。（2章）
2人の関東軍兵士と――杏里は夢から目覚めた。リー博士に招待され、秋山、片岡、杏里の3人はパブに赴く。54階のパブからは53階のプールが見下ろせる構造となっており、プロジェクトを始めるために52階に突貫でラボを作ったという。リー博士は、ミイラの遺伝子から4000年前の情報全てを知りたいと、とにかく全て知りたいと言う。杏里は、このプロジェクトの展望がわからないと言い、崑央とは何かと問うが、リー博士が社長に呼び出されたことで会合はお開きになる。自室に戻った杏里は、ラボのメインコンピューターにハッキングして、ミイラのDNAパターンを盗み見る。DNAの40億語の中には「①黒い、②死を、③与える」の3語が頻出することがわかった。「黒き死を与えたまえ」とは……？
また戦中の幻覚が杏里を襲う。中年男、中年女、男の子の3人家族。軍医は中年男と中年女に、病原菌を注射して――（3章）

### 4章
翌8月3日、片岡は崑央について調べた内容を杏里に説明するが、要はオカルトだろう。だがリー博士と社長の主張を聞いた下河原部長と宮原課長は、そんな与太話を信じているらしい。杏里は呆れ、あまりの金の無駄遣いに言葉を失う。
ラボに行くと、何事が起ったのか、兵士や防疫員が警戒態勢をとっている。リー博士は、夜中に「アメリカの企業から」ハッキングを受けたことを説明し、ハッカーのお陰でミイラのDNAに秘められていた古代のメッセージがわかったと続ける。また、突然ミイラの腐敗が始まったために冷凍保存に切り替えたと言う。ミイラからは熱と光が放たれており、シルエットが少女から爬虫類じみたものへとぶれる。杏里が、いったいミイラに何をしたのかと問うと、リー博士は「黒き死＝腺ペストをプリンセスに注入した」と答え、プリンセスは脱皮してクイーンになると予告する。
杏里の意識は、過去のある少女に重なり――医務室で目を覚ます。リー博士は杏里を、51階の博士の自室へと連れて行き、そこで2人は会話を交わす。杏里は、リー博士の専攻を尋ねるが、博士は言葉を濁す。また片岡の調べた崑央について、リー博士は鼻で笑い、遺跡の壁画や柩の古代文字は、中国当局が総力を挙げて10万人を動員し3ヶ月で解読し終えていると告げる。壁画には地下遺跡を築いた者たちの歴史が記され、柩には「あとから来るものたちへのメッセージ」が残されており、崑央がアジアの地の底にあることは確実にわかっている。そしてやはり、リー博士は杏里のハッキングに気づいていた。博士は杏里のIDカードをAクラス用に新調して手渡すが、杏里は博士の意図が読めない。

### 5章
博士は部屋を出て行った。杏里が新IDカードを使い、隣室に入ってみると、銃や爆薬が保管されている。杏里の混乱に追い打ちをかけるように非常ベルが鳴り響き、縦揺れと銃声が起こる。杏里はラボで何かが起こっていると察し、エレベーターに乗るが、銃弾が壁を貫通してくる。杏里は恐怖に怯えながら、なんとか49階の自室に到着する。電話をかけるが外線はつながらず、内線でラボにかけてみると、中国語や銃声や狂乱に続いて、下河原部長の「触手に巻き付かれた」という悲鳴が聞こえてくる。杏里はデジャヴを覚え、中国の少女の記憶がフラッシュバックする。菌を注射された崑央人3人が変貌した怪物や、蜘蛛と蛞蝓と蛸の混成物が――やがて秋山と片岡がやって来る。2人も異常事態に混乱しており、何も知らされていないようである。続いて部屋からハッキングを試みたところ、リー博士のプロフィールが判明する。博士の専門は応用軍事生物学――生物兵器のエキスパートだという。プロジェクトYINとは「黄禍作戦、新秩序のための殺人的生物学」。殷王朝の文化研究など大嘘で、古代人のDNAを調べて生物兵器を開発する計画だった。
中国軍が世界征服のために再生させた祝融は、食料として投与された社員や兵士たちを捕食し、順調に成長している。体長2.8メートル、体重300キロのモンスターを、リー博士は悠々と観察しつつ、杏里にメッセージを送る。「崑央のクイーンのスペックテストに協力してくれたまえ。全非常階段を解放するので、クイーンに捕獲されることなく逃げてくれたまえ」

### 6章以降
エレベーターは止められ、異形の化物どもが闊歩する。彼らはクイーンによって身体を作り変えられた、JGE社員たちの成れの果てである。

## 作品内容

### 主要人物
- 森下杏里（もりした あんり） - 分子生物学者。城南大学助教授。30歳。性格はリアリスト。母子家庭で育ち、現在も母とは微妙な関係にある。IDカードは権限B。
- 宮原一郎 - 課長。40歳ほど。権限A。
- 秋山はるか - 社員。長身の若い女性。気弱で怯えた様子を見せる。
- 下河原- 遺伝子工学セクション部長。白髪の60代の男。権限A。
- 片岡康彦 - 主任。営業局所属で、中国人スタッフへの通訳を担当。30台前半。権限B。
- リー博士（李秀麗） - プロジェクトYINのチーフ。北京人民科学アカデミーの科学者・共産党員。左眼帯をつけた、眼光鋭い小柄な老女。貧農労働者から科学者になった。専門分野は既存の学問の言葉ではうまく説明ができないと言い、乱暴に言えばオカルト……若いころに恐怖と神秘体験をして50年かけてここに来たと語る。73歳。権限A。

### JGE本社ビル
日本遺伝子工学株式会社。略称は日遺工またはJGE。本社は60階建ての円柱型ビルで、完全にコンピュータで制御される。聖書の巨大魚になぞらえて「リヴァイアサンの塔」と呼ばれる。直通エレベーターが幾つもあり、内部は入り組んでいる。研究施設は40階から59階まで。IDカードが配布され、権限Bだと50階まで入室できる。
「プロジェクトYIN」と名付けられた、殷王朝時代のミイラの遺伝子解析が行われている。夏王朝の実在を証明できるかもしれない。中国政府が出資しており、人民解放軍の兵士が銃武装のもと監視についている。

### 崑央
作中では、崑央（クン・ヤン）とは、満州族の伝説に出てくる土地とされている。それは民間に伝わる話ではなく、清王朝の宮廷内で継承された伝説だという。その神話では、人類以前の世界は幾つかの種族によって分割統治されていたとされる。それらは龍族（水・漢族）、祝融族（火・地底に封印された）、土狼族（土・満州族）、風牛族（木・チベット民族）、星辰族（金・天の彼方に放逐された）とされ、黄帝が祝融族と星辰族を封印した。祝融族が封じられた地底の大空洞こそ崑央であるという。
大陸では、崑央の恐ろしさと忌まわしさが口伝されており、知らぬは日本人のみであった。
中国神話の黄帝と祝融の伝説を、クトゥルフ神話としている。
黄帝は旧神、祝融は旧支配種族（特に蛇人間など）に相当する。星辰族についての説明は特にない。また五行思想が盛り込まれている。
「崑央のプリンセス」
古代の少女のミイラ。1997年2月に中国東北部で4000年前の地下遺跡が発見され、このミイラは青銅の柩に納められていた。
DNAパターン40億の中に。3つのパターンが頻出する。①黒一色のパターン②ホワイトアウトのパターン③三本指の手が下に向かって垂れているような形状のパターン。この「黒き死を与えたまえ」とは、ペストを指している。
眠っているかのように保存状態がよく、美しすぎる容姿をしているが、これは古代人（祝融族）が人間を調べて、魅了されるようデザインしたもの。侵略のために、人類に発掘されることを見越して埋められた。ペストに感染したら本来の姿に戻るように施されている。ペストは中央アジアの風土病であり、爬虫類人はミイラが発掘された後すぐにペストに罹患するのを計画に織り込んでいたのである。
クイーン
ミイラの真の姿。体長2.8メートル、体重300キロのモンスター。触れた人間の遺伝子に働きかけ、異形の化物に作り変える。
祝融
よく知られる神話では、黄帝に共工もろとも滅ぼされたとされている。別のマイナーな神話では、黄帝に地の底に封じられたとされている。
人類とは別種の古代人であり、知性と文明を持っていた。遺伝子から爬虫類であることが判明している。リー博士は「旧支配者」と表現する。
逆三角形状の顔をしている。文化装飾も三角形を基調としていることに特徴がある。「邪神帝国」『ヨス＝トラゴンの仮面』『狂気大陸』のアーティファクト「ヨス＝トラゴンの仮面」が象る顔の種族とおぼしい。また『十死街』のアーティファクト「崑央の匣」も彼ら祝融のアイテムと目される。
祝融三神とヨス＝トラゴンを奉ずる。三神とは「西海の神THCLH」「焔霧の祖THGHC」「彼らの産み主ZTHRNG」を指す。THCLHとはクトゥルーのこと。またZTHRNGは祝融のピンインZhurongに似ていると、作中で言及がある。五行思想では火に対応しており、また『十死街』では彼らは邪神クトゥグアを崇拝していたとある。

### その他
- 「かの女」 - 戦時中パートの視点人物。10代の少女。支那人の抗日ゲリラ兵であり、日本軍の生体実験施設に強制収容された。1997年の杏里とオーバーラップする。
- 3人の家族 - 戦時中パートの登場人物。両親と男の子。関東軍により施設に収容されたが、満州人や朝鮮人からは「崑央」から来たやつらと恐れられ、収容所では暴動寸前の恐慌が発生した。
- 加賀谷 - 遺伝子工学者。城南大学教授。61歳。杏里の師・上司。
- 杏里の母 - 娘とは相性が悪く、冷たい態度をとる。
- 明智呈三 - 明治から昭和初期にかけての学者。「秘教古伝」を記した。不敬罪として指名手配された後に消息を絶つ。

## 収録
- 角川ホラー文庫『崑央の女王』朝松健（1993） ISBN 4-04-192001-9
- 創土社 The Cthulhu Mythos Files『崑央の女王』朝松健（2013） ISBN 978-4-7988-3004-9

## 関連作品
- 肝盗村鬼譚 / 十死街 / 邪神帝国
- 墳丘の怪